# Bilkisu Yusuf (judoka)
Bilkisu Yusuf (sinh ngày 8 tháng 6 năm 1977) là một judoka người Nigeria. Cô đã tham gia cuộc thi bán trung nữ tại Thế vận hội Mùa hè 2000.